# Petcheneg
La Petcheneg (en russe : Печенег) est une mitrailleuse légère, amélioration de la célèbre PKM soviétique, développée par l’Institut central de recherche sur les manufactures de précision TsNIITochMash dans les années 1990. Les premiers exemplaires furent livrés aux troupes russes engagées en Tchétchénie. Elle tire son nom d'un peuple belliqueux qui vivait dans le sud de la Russie, les Petchénègues.

## Développement
Le developpement de l'arme a commencé dans les années 1990 à la suite des retours de la guerre d'Afghanistan et de la première guerre de Tchétchénie. L'armée Russe avait besoin d'une arme capable maintenir une cadence de feu élevée sans dégradation de la précision et sans avoir à changer le canon entre deux salves. L'Institut central de recherche en ingénierie de précision du ministère de la Défense (TsNIITochMach), dans la banlieue de Moscou a été chargé du developpement. Leur conception a été adoptée en 2001 et est entrée en production à l'usine V.A. Degtyaryev (Zid) dans la ville de Kovrov.

## Caractéristiques
Elle reprend pour 80 % les composants de la PKM originale, et les caractéristiques principales sont semblables. Ainsi la petcheneg utilise des munitions de calibre 7,62 × 54 mm R contenues dans une bande de 100 ou 200 cartouches placée dans un magasin fixé sous l'arme, pour une longueur totale de 1 145 mm et une masse de 8,2 kg. La principale amélioration du Petcheneg est l'installation du nouveau canon avec un revêtement en acier renforcé ce qui permet une bien meilleure répartition de la chaleur dans le canon. Grâce à ce système de refroidissement du canon par circulation forcée d'air les effets de l'échauffement (usure, imprécision) lors d'un tir intensif sont considérablement réduits. Selon le constructeur l’opérateur peut tirer jusqu'à 600 cartouches avant un dégradation des caractéristiques, il n'a donc plus besoin de changer le canon de l'arme entre deux salves contrairement aux versions précédentes.
La fonction de changement rapide du canon a été supprimée, la poignée en bois pour le changement rapide a été remplacée par une armature en métal pour une meilleure prise en main de l'arme. Le canon doit être remplacé après environ 30 000 cartouches tirées.
Le choix du placement du bipied a été critiqué plusieurs fois, car il est trop proche de la bouche du canon ce qui limite les angles de tir possible et rend plus difficile le tir depuis une position autre que la position couchée. Mais cet emplacement du bipied permet une bien meilleure stabilité de l'arme lors du tir et augmente sa précision pour les tirs à moyenne et longue distance.

### Bullpup
En 2013 a été présentée une nouvelle version de la PKP qui a été modifiée pour en faire une arme Bullpup. Cette modification a été faite à destination des forces spéciales, la principale caractéristique est bien sur le déplacement de la chambre dans la crosse. Cela permet de réduire la taille de l'arme de 27 pouces tout en conservant la taille du canon de 658 mm ainsi qu'une masse réduite de 500 mm. De plus l'installation de rails picatinny permet au soldat de personnaliser son arme selon ses besoins et le déplacement du bipied vers l'arrière répond à la principale critique de la version précédente.

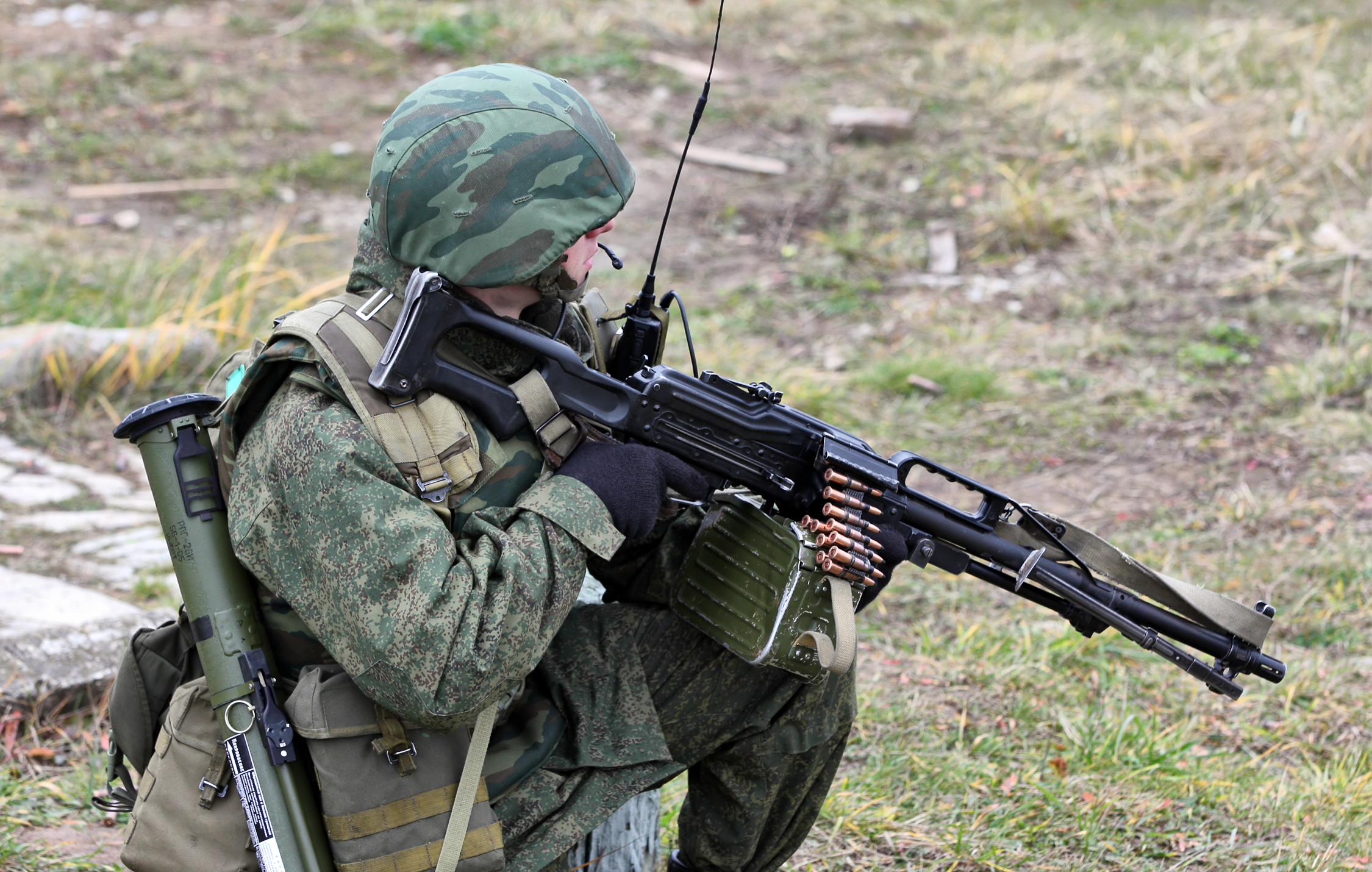
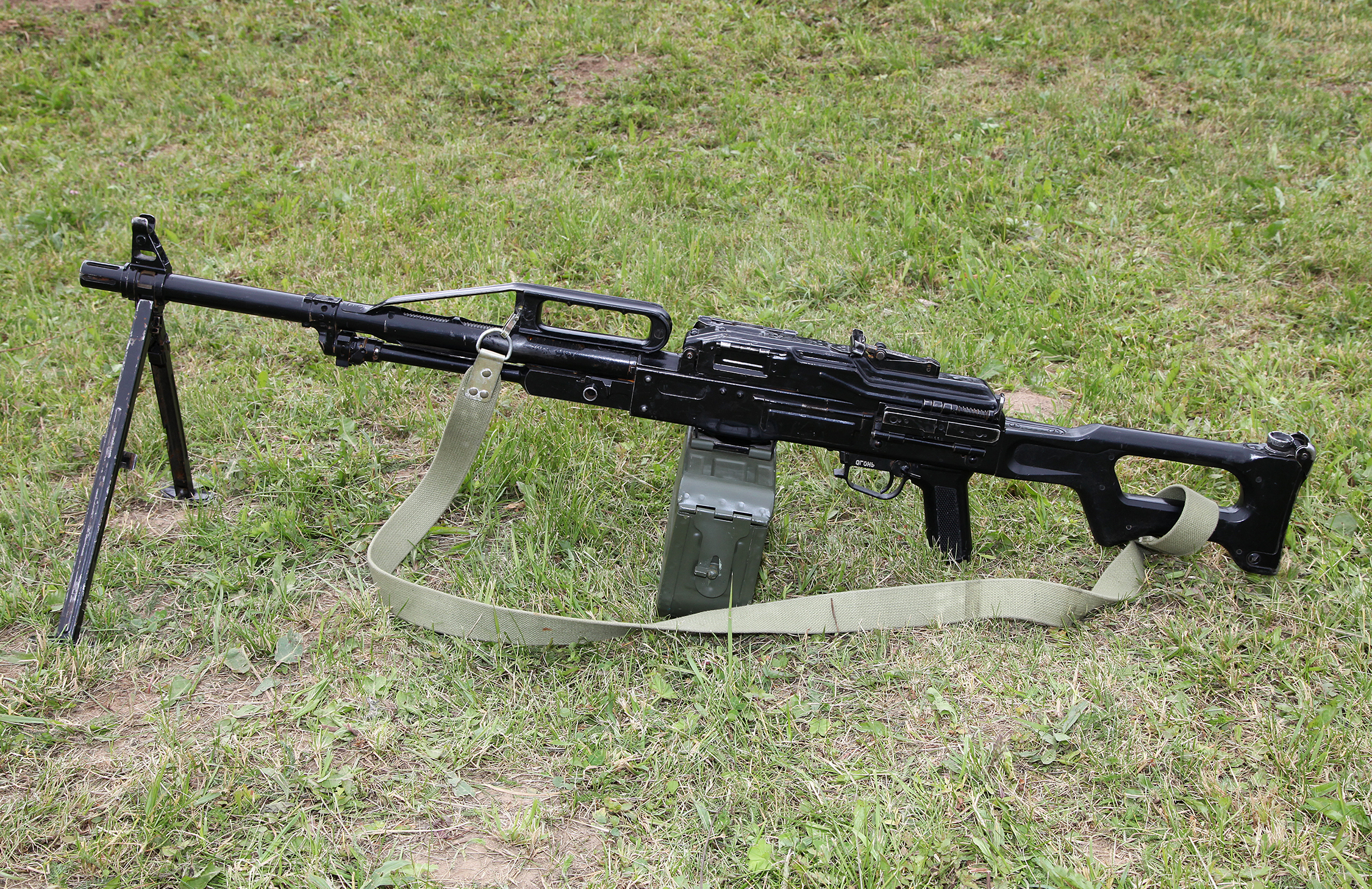
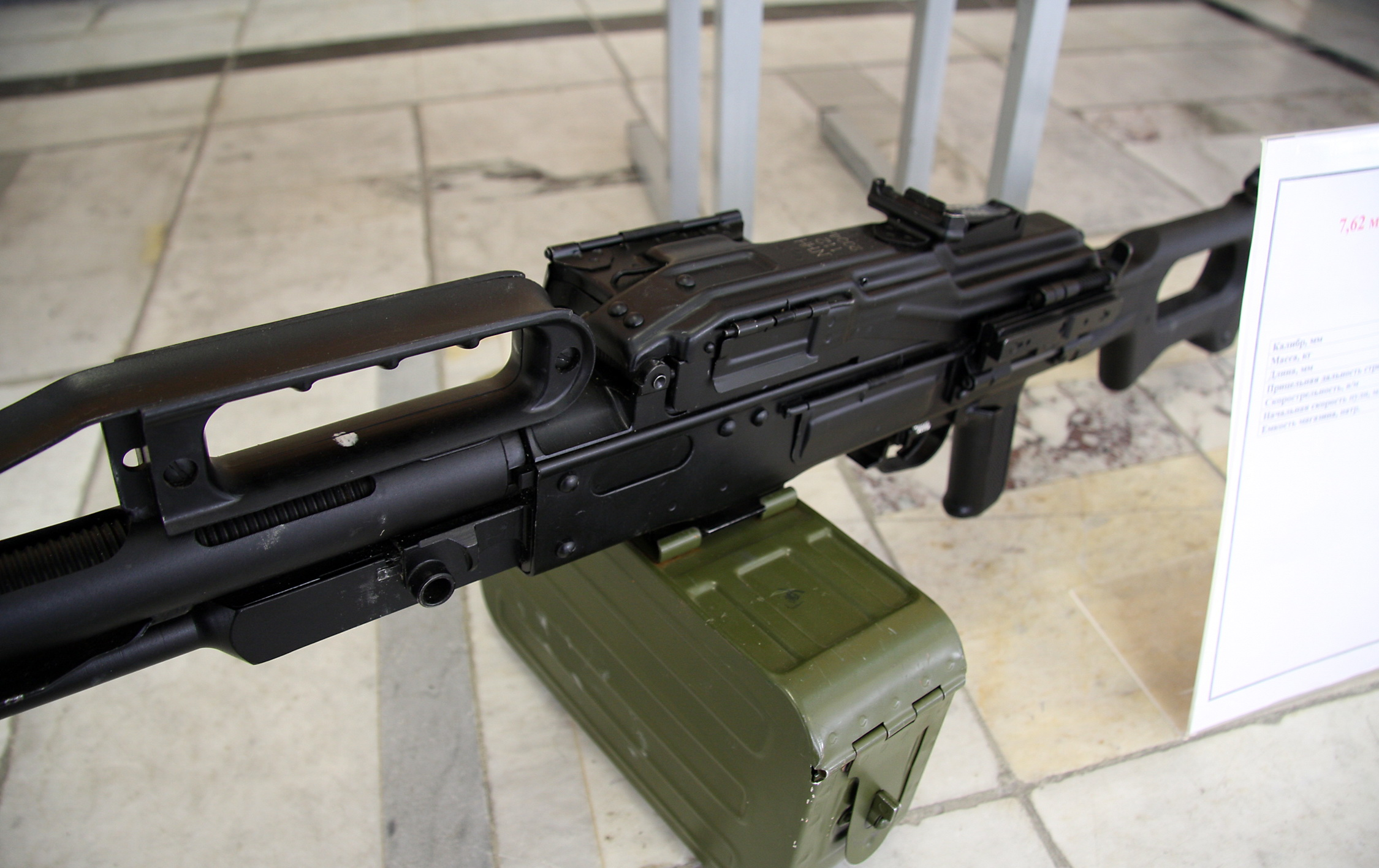
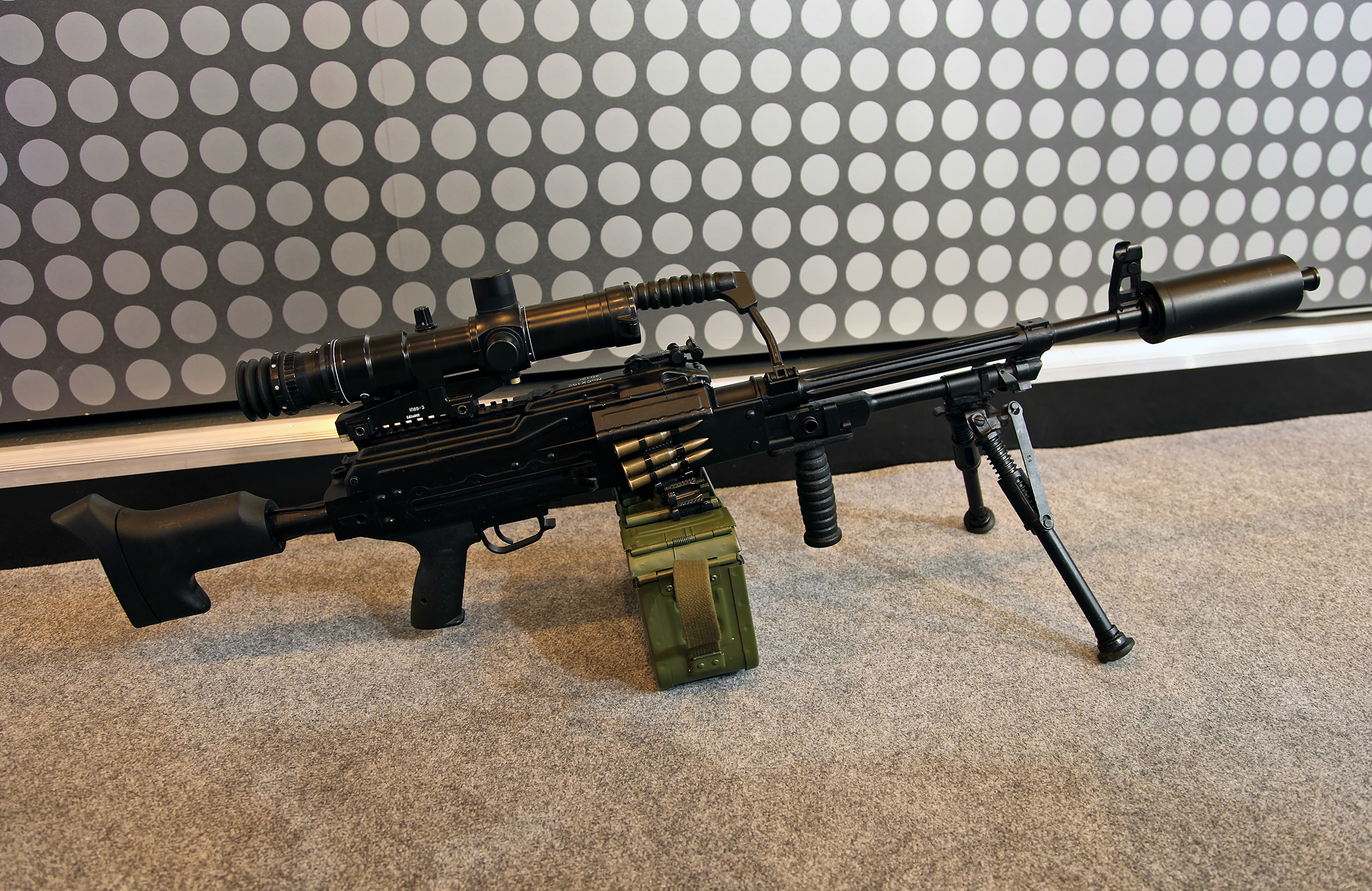
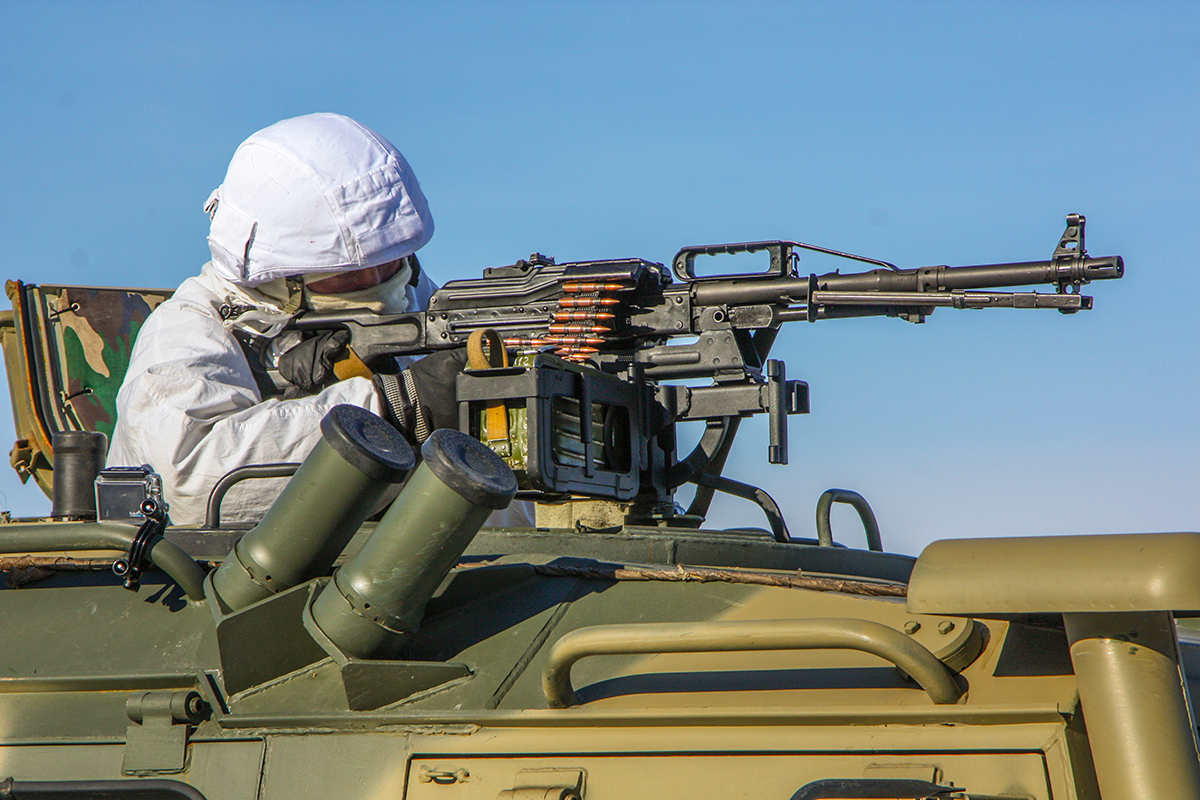